# Upminster (Metropolitano de Londres)
Upminster é uma estação de intercâmbio que serve a vila de Upminster no borough londrino de Havering, Grande Londres. Está na linha London, Tilbury and Southend (LTSR), a 15 mi (24 km) descendo a linha da London Fenchurch Street; é o terminal leste da linha District no Metropolitano de Londres; e é o terminal leste da Linha de Romford a Upminster na rede London Overground. Upminster é a estação mais oriental da rede de Metrô de Londres, bem como a estação da National Rail mais oriental de Londres.
A estação é gerenciada pela c2c, que opera os serviços da linha principal LTSR. A estação foi inaugurada em 1885 pelo LTSR; sua entrada original e estrutura ao lado das plataformas da linha principal sobrevivem dessa data. Uma entrada maior e uma bilheteria na Station Road foram construídas pela London, Midland and Scottish Railway em 1932 e, desde então, foram amplamente modernizadas e incluem várias unidades de retalho. Hoje a estação é propriedade da Network Rail. Upminster está localizado dentro da Zona 6 do Travelcard.

## História
A London Tilbury and Southend Railway (LTSR) conectou a Cidade de Londres e sua estação terminal na Fenchurch Street com o porto de Tilbury Dock em 1854, estendendo-se até a cidade litorânea de Southend em 1856. A rota para Southend não era direta, fazendo um desvio considerável para servir às docas de Tilbury. Entre 1885 e 1888, uma nova rota direta de Barking para Pitsea foi construída, com a estação de Upminster inaugurada em 1º de maio de 1885. A próxima estação a leste era East Horndon (agora chamada de West Horndon) e a oeste era Hornchurch.
Ramais foram abertos pelo LTSR para Grays em 1892 e Romford em 1893. A Whitechapel and Bow Railway foi inaugurada em 1902 e permitiu que os serviços de passagem da Metropolitan District Railway operassem na linha LTSR para Upminster. A District Railway foi convertida para trens elétricos em 1905 e os serviços foram perdidos em Upminster quando foram interrompidos em East Ham devido aos trilhos entre aquela estação e Upminster ainda não terem sido eletrificados. A LTSR foi comprada pela Midland Railway em 1912 e foi fundida na London, Midland and Scottish Railway (LMSR) a partir de 1 de janeiro de 1923.
O serviço elétrico da District Railway se estendeu para o leste até Barking em 1908. Atrasado pela Primeira Guerra Mundial, um par adicional de trilhos eletrificados foi estendido pelo LMSR e os serviços do Distrito continuaram para Upminster em 1932. A District Railway foi incorporada à London Transport em 1933 e ficou conhecida como a linha District. Uma nova estação em Upminster Bridge na linha District tornou-se a próxima estação a oeste em 1934. Após a nacionalização das ferrovias em 1948, a gestão da estação de Upminster passou para a British Railways.

## Projeto

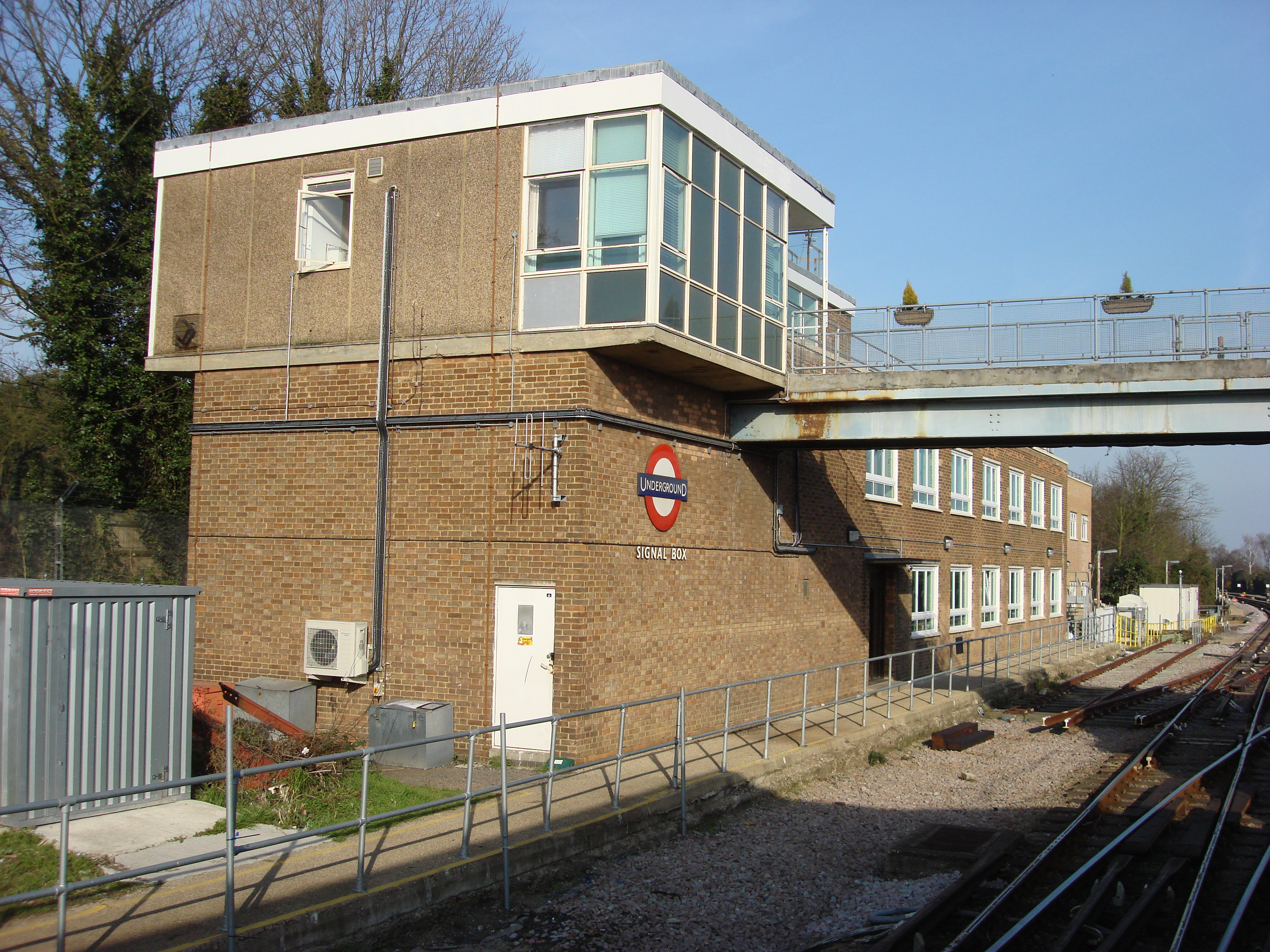
Caixa de sinalização do Metrô de Londres em Upminster.

A estação foi bastante ampliada em 1932 pelo LMSR e o edifício da estação principal, as duas passarelas e os edifícios nas plataformas restantes foram construídos no estilo típico dos anos 1930. Uma outra plataforma de serviços para Romford foi uma adição posterior. O edifício principal da estação, que dá acesso à estrada principal da estação, foi extensivamente remodelado em estilo contemporâneo e inclui três unidades comerciais. As estruturas originais da estação vitoriana que permanecem ao lado da plataforma 1 da linha principal foram reformadas e agora incluem uma bilheteria secundária e uma sala de espera  com uma saída para a abordagem da estação e o estacionamento. As plataformas originais eram ligadas por um metrô que foi abandonado. O acesso sem degraus está disponível para todas as plataformas, com exceção da plataforma 6, para o ramal de Romford.

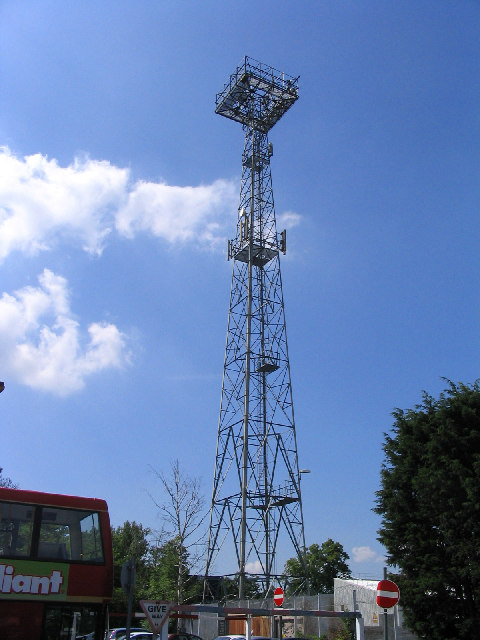
Floodlight tower at the Upminster depot which illuminates the whole site and can be seen miles beyond.

A estação é o local de uma caixa de sinalização do metrô de Londres na extremidade leste das plataformas e, várias centenas de metros mais a leste, o moderno centro de controle de sinal para todas as operações da linha principal no LTSR. Mais além da estação, a leste, está o Pátio de Upminster, um dos principais depósitos ferroviários da linha District.

## Serviços
- Plataforma 1A, uma plataforma de baía, é usada apenas durante as obras de engenharia que fazem com que a c2c opere um ônibus entre Upminster & Grays. Só é acessível por trens que chegam do ramal e saem para o ramal.
- Plataforma 1 para serviços para Fenchurch Street e Liverpool Street.
- Plataforma 2 para Grays, Southend e Shoeburyness.
- Plataformas 3, 4 e 5 são servidas pela linha District.
- Plataforma 6 é usada para o serviço de transporte de/para Romford, operado pela London Overground.

O serviço típico fora do pico de trens por hora (tph) é:
- c2c, linha principal:
  - 4tph para London Fenchurch Street;
  - 2tph para Shoeburyness via Basildon;
  - 2tph para Southend Central via Ockendon.
- London Overground, Romford to Upminster Line:
  - 2tph para Romford.
- Metropolitano de Londres, District line:
  - 6tph para Richmond;[10] (7tph nos horários de pico)[11]
  - 6tph para Ealing Broadway.[11][10]

## Conexões
As linhas de ônibus 248, 346, 347, 370 e as linhas escolares 646, 648 e 652 atendem a estação.